# Levi Randolph
Levi Leland Randolph Jr. (Madison, 3 oktober 1992) is een Amerikaans basketballer.

## Carrière
Randolph speelde collegebasketbal voor de Alabama Crimson Tide van 2011 tot 2015. Hij werd niet gekozen in de NBA draft maar speelde wel in de NBA Summer League voor de Oklahoma City Thunder en Utah Jazz. Hij tekende daarop bij de Boston Celtics voor het trainingskamp en het voorseizoen maar wist geen definitief contract te krijgen. Hij tekende daarop een contract eind oktober 2015 bij de Maine Red Claws in de NBA D-League. In de zomer van 2016 speelde hij voor de Philadelphia 76ers en Memphis Grizzlies in de NBA Summer League. Hij tekende daarna bij SS Felice Scandone in de Italiaanse eersteklasse.
Tijdens de zomer van 2017 speelde hij in de Summer League voor Orlando Magic en Minnesota Timberwolves. Hij keerde daarna terug naar Italië en tekende bij Polisportiva Dinamo maar zou het seizoen uitspelen bij de Franse eersteklasser SIG Strasbourg. In de zomer van 2018 speelde hij voor Indiana Pacers in de Summer League en tekende daarna een contract bij de Cleveland Cavaliers voor trainingskamp en voorbereidingswedstrijden. Zijn contract werd uiteindelijk voor het seizoen ontbonden en hij tekende daarna voor de opleidingsploeg Canton Charge. Ook de volgende twee seizoenen daarna zou hij telkens een kans krijgen in de voorbereidingswedstrijden maar nooit een plaats krijgen in de eerste ploeg en keerde telkens terug naar Canton Charge. Tijdens deze seizoenen kreeg hij ook af en toe een contract bij de eerste ploeg maar zou nooit een wedstrijd spelen (januari en december 2020).
Na in maart 2021 zij contract te zijn geëindigd tekende hij voor de rest van het seizoen bij de New Zealand Breakers. Voor het seizoen 2021/22 tekende hij bij de Belgische landskampioen BC Oostende als vervanger van Jean-Marc Mwema en won meteen de BNXT Supercup. Hij zou dat seizoen verkozen worden tot BNXT League Most Valuable Player en BNXT League Dream Team. In februari 2022 werden zijn G-League rechten geruild door de Charge naar de Memphis Hustle voor Cameron Young. Hij tekende na een seizoen bij Hapoel Jerusalem BC in Israël. Na een seizoen bij hen tekende hij bij tot en met 2025.
Hij speelde in 2020 twee kwalificatiewedstrijden voor de Amerikaanse nationale ploeg.

## Erelijst
- Frans bekerwinnaar: 2018
- BNXT Supercup: 2021
- BNXT League Most Valuable Player: 2022
- BNXT League Dream Team: 2022
- Bekerwinnaar van Israël: 2023